# Emir Rodríguez Monegal
Pour les articles homonymes, voir Rodríguez et Monegal.
Emir Rodríguez Monegal, né le 28 juillet 1921 en Uruguay et mort le 14 novembre 1985, est un universitaire, critique littéraire et éditeur dans le domaine de la littérature latino-américaine. Il est souvent appelé par son second nom Emir R. Monegal ou Monegal, ou, par erreur Emir Monegal. 
De 1969 à 1985 Rodríguez Monegal était professeur à l'université Yale (Département d'espagnol et de portugais). Il est reconnu comme un des critiques les plus écoutés dans son domaine. Il est l'auteur de livres de référence sur le Boom latino-américain, sur Pablo Neruda et sur Jorge Luis Borges. Il a participé au mouvement du Boom dans les années 60 en tant que découvreur, et de 1966 à 1966 en tant qu'éditeur d'une revue influente Mundo nuevo.

## Livres en français
- Borges par lui-même (Collection "Écrivains de toujours", Microcosme, Éditions du Seuil, 1970).
- Neruda, le voyageur immobile (Gallimard, NRF Essais, 1973 : voir le catalogue Gallimard)
- Jorge Luis Borges — une biographie littéraire (Gallimard, "Leurs figures", 1983 : voir le catalogue Gallimard)

## Préface en français
- Evaristo Carriego de Jorge Luis Borges (Seuil, 1969)